# Kurtovo
Kurtovo (bulgariska: Куртово) är ett distrikt i Bulgarien.   Det ligger i kommunen Obsjtina Karlovo och regionen Plovdiv, i den centrala delen av landet, 130 km öster om huvudstaden Sofia.
Omgivningarna runt Kurtovo är en mosaik av jordbruksmark och naturlig växtlighet. Runt Kurtovo är det ganska tätbefolkat, med 58 invånare per kvadratkilometer.